# Wierzbinek (gromada)
Wierzbinek – dawna gromada, czyli najmniejsza jednostka podziału terytorialnego Polskiej Rzeczypospolitej Ludowej w latach 1954–1972.
Gromady, z gromadzkimi radami narodowymi (GRN) jako organami władzy najniższego stopnia na wsi, funkcjonowały od reformy reorganizującej administrację wiejską przeprowadzonej jesienią 1954 do momentu ich zniesienia z dniem 1 stycznia 1973, tym samym wypierając organizację gminną w latach 1954–1972.
Gromadę Wierzbinek z siedzibą GRN w Wierzbinku utworzono 31 grudnia 1961 w powiecie radziejowskim w woj. bydgoskim z obszarów zniesionych gromad Boguszyce i Zakrzewek w tymże powiecie; równocześnie do nowo utworzonej gromady włączono wsie Sadlno, Chlebowo, Zamięcin, Dobra Wola, Straszewo, Biele, Wojciechowo, Logowo, Trzciniec, Helenowo, Złotowo, Katarzynowo i Kazubek ze zniesionej gromady Sadlno (a więc oprócz wsi Kazimierowo) w tymże powiecie.
1 stycznia 1969 do gromady Wierzbinek włączono obszar zniesionej gromady Tomisławice w tymże powiecie.
1 stycznia 1972 do gromady Wierzbinek włączono sołectwa Mąkoszyn, Goczki i Zaryń ze zniesionej gromady Bycz w tymże powiecie.
Gromada przetrwała do końca 1972 roku, czyli do kolejnej reformy gminnej. 1 stycznia 1973 w powiecie radziejowskim utworzono gminę Wierzbinek (od 1999 gmina Wierzbinek znajduje się w powiecie konińskim w woj. wielkopolskim).